# 奧凱特 (密蘇里州)
奧凱特（英語：Okete）是位於美國密蘇里州林肯縣的非建制地區。

## 歷史
奧凱特的郵局於1887年設立，其後於1907年停運。

## 地理
奧凱特所處的海拔為高於海平面230米（即755英呎），而該地所採用的時區為UTC-6，即北美中部時區（CST）。同時該地設有夏令時間，為UTC-6調快一小時，即UTC-5（CDT）。